# Lista de deputados federais do Brasil da 36.ª legislatura
Esta é a lista de deputados federais do Brasil da 36.ª legislatura do Congresso Nacional. Inclui-se o nome civil dos parlamentares, o partido ao qual eram filiados na data da posse e a quantidade de votos que receberam para sua eleição, sua unidade federativa de origem, bem como outras informações. Esta legislatura da Câmara dos Deputados durou de 1.º de fevereiro de 1933 a 31 de janeiro de 1934.

## Mesa diretora
| Imagem | Cargo              | Nome                                  | Partido | Estado           |
| ------ | ------------------ | ------------------------------------- | ------- | ---------------- |
|        | Presidente         | Antônio Carlos Ribeiro de Andrada     | PP      | Minas Gerais     |
|        | 1° vice-presidente | João Pacheco de Oliveira              | PSD     | Bahia            |
|        | 2° vice-presidente | Cristóvão de Castro Barcellos         | UPF     | Rio de Janeiro   |
|        | 1° secretário      | Thomaz de Oliveira Lobo               | PSD     | Pernambuco       |
|        | 2° secretário      | Manoel do Nascimento Fernandes Távora | PSD     | Ceará            |
|        | 3° secretário      | Clementino de Almeida Lisboa          | PL      | Pará             |
|        | 4° secretário      | Waldemar de Araújo Motta              | PA      | Distrito Federal |
|        | 1° suplente        | Álvaro Botelho Maia                   | UCA     | Amazonas         |
|        | 2° suplente        | Mário de Alencastro Caiado            | PSR     | Goiás            |
|        | 3° suplente        | Alberto Augusto Diniz                 | CP      | Acre             |
|        | 4° suplente        | Manoel Reis                           | PPR     | Rio de Janeiro   |

## Relação
| Os Deputados desta legislatura        | Partido     |
| Alagoas (6)                           | Alagoas (6) |
| ------------------------------------- | ----------- |
| Manuel César de Góis Monteiro         | PN          |
| José Afonso Valente de Lima           | PN          |
| Antônio de Mello Machado              | PN          |
| Armando Sampaio Costa                 | PN          |
| Álvaro Guedes Nogueira                | PN          |
| Izidro Teixeira de Vasconcellos       | PN          |
| Amazonas (4)                          |             |
| Leopoldo Tavares da Cunha Mello       | UCA         |
| Luiz Tirelli                          | ATL         |
| Álvaro Botelho Maia                   | UCA         |
| Alfredo Augusto da Mata               | UCA         |
| Bahia (22)                            |             |
| José Joaquim Seabra                   | LASP        |
| Arlindo Batista Leoni                 | PSD         |
| Medeiros Neto                         | PSD         |
| João Pacheco de Oliveira              | PSD         |
| João Marques dos Reis                 | PSD         |
| Gileno Amado                          | PSD         |
| Artur Neiva                           | PSD         |
| Manuel Leôncio Galrão                 | PSD         |
| Aluísio Lopes de Carvalho Filho       | LASP        |
| Francisco Peixoto de Magalhães Neto   | PSD         |
| Átila Barreira do Amaral              | PSD         |
| Artur Negreiros Falcão                | PSD         |
| Manoel Cavalcanti Novaes              | PSD         |
| Edgar Ribeiro Sanches                 | PSD         |
| Francisco Prisco de Sousa Paraíso     | PSD         |
| Alfredo Pereira Mascarenhas           | PSD         |
| Arnold Ferreira da Silva              | PSD         |
| Clemente Mariani                      | PSD         |
| Francisco Rocha                       | PSD         |
| Lauro de Almeida Passos               | PSD         |
| Homero Pires                          | PSD         |
| Manuel Paulo Telles de Mattos Filho   | PSD         |
| Ceará (10)                            |             |
| Luiz Cavalcanti Sucupira              | LEC         |
| Waldemar Falcão                       | LEC         |
| José de Borba Vasconcellos            | PSD         |
| José Antônio de Figueiredo Rodrigues  | LEC         |
| Jeová Motta                           | LEC         |
| Leão Sampaio                          | LEC         |
| Manoel do Nascimento Fernandes Távora | PSD         |
| João Jorge de Pontes Vieira           | PSD         |
| Antônio Xavier de Oliveira            | LEC         |
| João da Silva Leal                    | PSD         |
| Distrito Federal (10)                 |             |
| João Jones Gonçalves da Rocha         | PA          |
| José Matoso Sampaio Correia           | Avulso      |
| Ruy Santiago                          | PA          |
| Henrique de Toledo Dodsworth          | PEB         |
| Olegário Mariano                      | PA          |
| Augusto do Amaral Peixoto Junior      | PA          |
| Waldemar de Araújo Motta              | PA          |
| Raul Leitão da Cunha                  | PD          |
| Miguel de Oliveira Couto              | PEB         |
| Ernesto Pereira Carneiro              | PA          |
| Espírito Santo (4)                    |             |
| Fernando de Abreu                     | PSD         |
| Jerônimo de Souza Monteiro            | PL          |
| Carlos Fernando Monteiro Lindenberg   | PSD         |
| Godofredo Costa Menezes               | PSD         |
| Goiás (4)                             |             |
| Mário de Alencastro Caiado            | PSR         |
| Domingos Neto de Velasco              | PSR         |
| Nero de Macedo Carvalho               | PSR         |
| José Honorato da Silva e Souza        | PSR         |
| Maranhão (7)                          |             |
| Lino Rodrigues Machado                | PRM         |
| José Maria Magalhães de Almeida       | URM         |
| Adolfo Eugênio Soares Filho           | PRM         |
| Carlos Humberto Reis                  | PRM         |
| Francisco da Costa Fernandes          | URM         |
| Godofredo Mendes Vianna               | URM         |
| Trayahú Rodrigues Moreira             | PRM         |
| Mato Grosso (4)                       |             |
| Generoso Ponce Filho                  | PL          |
| João VillasBoas                       | PC          |
| Alfredo Corrêa Pacheco                | PL          |
| Francisco VillaNova                   | PL          |
| Minas Gerais (37)                     |             |
| Antônio Carlos Ribeiro de Andrada     | PP          |
| Bias Fortes                           | PP          |
| Virgílio Alvim de Mello Franco        | PP          |
| José Monteiro Ribeiro Junqueira       | PP          |
| José Braz Pereira Gomes               | PP          |
| Adélio Dias Maciel                    | PP          |
| Luiz Martins Soares                   | PP          |
| Levindo Eduardo Coelho                | PRM         |
| Negrão de Lima                        | PP          |
| Gabriel Rezende Passos                | PP          |
| Licurgo Leite                         | PP          |
| João Tavares Corrêa Beraldo           | PP          |
| Waldomiro de Barros Magalhães         | PP          |
| Celso Porfirio de Araújo Machado      | PP          |
| Pedro Aleixo                          | PP          |
| Odilon Duarte Braga                   | PP          |
| Raul Noronha Sá                       | PP          |
| Joaquim Furtado de Menezes            | PRM         |
| Clemente Medrado                      | PP          |
| Cristiano Machado                     | PRM         |
| Augusto das Chagas Viegas             | PP          |
| Aleixo Paraguassu                     | PP          |
| Daniel Serapião de Carvalho           | PRM         |
| João Nogueira Penido                  | PP          |
| Belmiro de Medeiros Silva             | PP          |
| Benedito Valadares                    | PP          |
| Bueno Brandão Filho                   | PP          |
| José Vieira Marques                   | PP          |
| Delfim Moreira Junior                 | PP          |
| Otávio Campos do Amaral               | PP          |
| Pandiá Calógeras                      | PP          |
| Antônio Augusto de Lima               | PP          |
| Pedro da Matta Machado                | PP          |
| Simão da Cunha Pereira                | PP          |
| José Maria Alckmin                    | PP          |
| Policarpo de Magalhães Viotti         | PRM         |
| Dario de Almeida Magalhães            | PRM         |
| Pará (7)                              |             |
| Abel de Abreu Chermont                | PL          |
| Rodrigo da Veiga Cabral               | PL          |
| Clementino de Almeida Lisboa          | PL          |
| Joaquim Pimenta de Magalhães          | PL          |
| Leandro Nascimento Pinheiro           | PL          |
| Luiz Geolas de Moura Carvalho         | PL          |
| Mário Midosi Chermont                 | PL          |
| Paraíba (5)                           |             |
| Manoel Velloso Borges                 | PP          |
| Herectiano Zenaide                    | PP          |
| Ireno Joffily                         | PP          |
| José Pereira Lyra                     | PP          |
| Odon Bezerra Cavalcanti               | PP          |
| Paraná (4)                            |             |
| Raul Munhoz                           | PSD         |
| Plínio Alves Monteiro Tourinho        | PLP         |
| Antônio Jorge Machado Lima            | PSD         |
| Manoel Lacerda Pinto                  | PSD         |
| Pernambuco (17)                       |             |
| Francisco Barreto Rodrigo Campello    | Avulso      |
| João Alberto Lins de Barros           | PSD         |
| Agamenon Magalhães                    | PSD         |
| Antônio da Silva Souto Filho          | PRS         |
| Alfredo de Arruda Câmara              | PSD         |
| Thomaz de Oliveira Lobo               | PSD         |
| Arnaldo de Olintho Bastos             | PSD         |
| José de Sá Bezerra Cavalcanti         | PSD         |
| Joaquim de Arruda Falcão              | PSD         |
| Adolpho Simões Barboza                | PSD         |
| Alde de Feijó Sampaio                 | PSD         |
| Angelo de Souza                       | PSD         |
| Augusto Cavalcanti de Albuquerque     | PSD         |
| Francisco Solano Carneiro da Cunha    | PSD         |
| Luiz Cedro Carneiro Leão              | PSD         |
| Mário Domingues da Silva              | PSD         |
| Osório Borba                          | PSD         |
| Piauí (4)                             |             |
| Agenor Monte                          | PNS         |
| Hugo Napoleão do Rego                 | LHN         |
| Francisco Pires Gayoso e Almendra     | PNS         |
| Francisco Freire de Andrade           | PNS         |
| Rio de Janeiro (17)                   |             |
| Benedito Nilo de Alvarenga            | UPF         |
| João Antônio de Oliveira Guimarães    | PPR         |
| Prado Kelly                           | UPF         |
| Raul Fernandes                        | PPR         |
| Cezar Nascentes Tinoco                | PSF         |
| Miguel de Oliveira Couto              | PPR         |
| Oscar Weinschenck                     | PPR         |
| José Alípio de Carvalho Costallat     | PSF         |
| Acurcio Francisco Torres              | LC          |
| Asdrúbal Gwyer de Azevedo             | UPF         |
| Cristóvão de Castro Barcellos         | UPF         |
| Fábio de Azevedo Sodré                | PPR         |
| Fernando Augusto Ribeiro de Magalhães | PPR         |
| Ignácio Verissimo de Melo             | PPR         |
| José Eduardo Macedo Soares            | PPR         |
| José Monteiro Soares Filho            | PPR         |
| Oswaldo Luiz Cardoso de Mello         | PPR         |
| Rio Grande do Norte (4)               |             |
| Francisco Martins Veras               | PP          |
| Kerginaldo Cavalcanti de Albuquerque  | PSN         |
| Alberto Rosselli                      | PP          |
| José Ferreira de Souza                | PP          |
| Rio Grande do Sul (16)                |             |
| Augusto Simões Lopes                  | PRL         |
| Carlos Maximiliano Pereira dos Santos | PRL         |
| Joaquim Maurício Cardoso              | FUG         |
| Assis Brasil                          | FUG         |
| Adroaldo Mesquita da Costa            | FUG         |
| Argemiro Dornelles                    | PRL         |
| Demétrio Mercio Xavier                | PRL         |
| Frederico Dahne                       | PRL         |
| Frederico João Wolffenbuttel          | PRL         |
| Heitor Annes Dias                     | PRL         |
| João Ascanio Moura Tubino             | PRL         |
| João Faria Ribas                      | PRL         |
| João Simplício Alves de Carvalho      | PRL         |
| Pedro Vergara                         | PRL         |
| Renato Barbosa                        | PRL         |
| Victor Russomano                      | PRL         |
| Santa Catarina (4)                    |             |
| Nereu Ramos                           | PLC         |
| Adolpho Konder                        | ASC         |
| Aarão Rabello                         | PLC         |
| Carlos Gomes de Oliveira              | PLC         |
| São Paulo (22)                        |             |
| Plínio Corrêa de Oliveira             | LCU         |
| José de Alcântara Machado             | LCU         |
| José Carlos Macedo Soares             | LCU         |
| Teotônio Monteiro de Barros           | LCU         |
| Oscar Rodrigues Alves                 | LCU         |
| Antônio Augusto de Barros             | LCU         |
| Waldomiro Silveira                    | LCU         |
| Carlos Morais de Andrade              | LCU         |
| Mário Whatelly                        | LCU         |
| Abelardo Vergueiro César              | LCU         |
| Zoroastro Gouveia                     | PSB         |
| Manoel Hyppólito Rego                 | LCU         |
| Jorge Americano                       | LCU         |
| Cincinato Braga                       | LCU         |
| Carlota Pereira de Queiroz            | LCU         |
| Antônio Carlos de Abreu Sodré         | LCU         |
| Guaracy Silveira                      | PSB         |
| Antônio Augusto de Covello            | PL          |
| José Manoel de Azevedo Marques        | LCU         |
| José Ulpiano Pinto de Souza           | LCU         |
| Frederico de Lacerda Werneck          | PSB         |
| Lino de Morais Leme                   | PL          |
| Sergipe (4)                           |             |
| Leandro Maynard Maciel                | LC          |
| Augusto César Leite                   | URS         |
| Deodato da Silva Maia Junior          | LC          |
| José Rodrigues da Costa Doria         | LC          |
| Território do Acre (2)                |             |
| Alberto Augusto Diniz                 | CP          |
| José Thomaz da Cunha Vasconcelos      | CP          |